# Poecilophysis faeroensis
Poecilophysis faeroensis är en spindeldjursart som först beskrevs av Trägårdh 1931.  Poecilophysis faeroensis ingår i släktet Poecilophysis, och familjen Rhagidiidae. Arten är reproducerande i Sverige.